# Марай (Абатський район)
Мара́й (рос. Марай) — селище у складі Абатського району Тюменської області, Росія.
Населення — 46 осіб (2010, 80 у 2002).
Національний склад станом на 2002 рік:
- росіяни — 95 %